# Deilus fugax
|                                                                                   |                                                                       |
| Abb. 1: Ausrichtung der Haare auf den Elytren Schildchen links dicht weiß behaart | Abb. 2: Punktierung des Halsschilds unten (entspricht hinten) dichter |
|                                                                                   |                                                                       |
| Abb. 3: Paarung                                                                   |                                                                       |

Deilus fugax  ist ein Käfer aus der Familie der Bockkäfer.
Der Gattungsname Deilus  (bei Reitter Dilus) ist von altgr. „δειλος dēīlos“ für „schwach, furchtsam“ abgeleitet. Das Artepitheton fugax kommt von lat.  „fúgax“ für „flüchtig“. Beide Namen sagen aus, dass der Käfer bei Beunruhigung schnell flüchtet.

## Merkmale des Käfers
Der Körper ist flach und langgestreckt. Er ist überall deutlich punktiert und überwiegend unauffällig graugrün oder bronzefarben gefärbt. Die Basis der Fühlerglieder und der Beinglieder ist rötlich braun oder diese Glieder ganz schwarz. Das Schildchen ist dicht weiß behaart (Abb. 1), der übrige Körper besitzt eine lange und nicht anliegende graue Behaarung. Die Körperlänge des Käfers liegt zwischen sechs und elf Millimetern.
Die hervorspringenden Augen sind fein facettiert, die Einzelaugen erst bei einer über zehnfachen Vergrößerung erkennbar. Sie sind stark nierenförmig ausgeschnitten, fast geteilt. Ihr Abstand zueinander auf dem Scheitel ist kleiner als der Abstand der Basen der Fühler zueinander. Die elfgliedrigen Fühler sind robust und zur Spitze hin leicht verdickt. Beim Männchen erreichen sie etwa die Mitte der Flügeldecken, beim Weibchen sind sie kaum kürzer. Das erste Fühlerglied ist groß, das zweite sehr kurz.
Der Halsschild ist länger als breit und in der Mitte eckig erweitert, jedoch ohne Höcker. An der breitesten Stelle ist er immer noch schmäler als die Flügeldecken gemeinsam an den Schultern. Nach vorn ist er etwas stärker verengt und hinten ist die Punktierung dichter  (Abb. 2).
Die abgeflachten Flügeldecken sind vorn parallelseitig, nach hinten verschmälern sie sich etwas. Am Ende läuft jede einzeln in eine Spitze aus. Hinter den Schultern beginnt eine wenig ausgeprägte kielförmig erhabene Längsrippe, die nach hinten erlischt. Die  Naht ist erhöht. Die Behaarung der Flügeldecke verläuft quer (Abb. 1).
Die Vorderhüften sind kugelig, ihre Gelenkhöhlen sind hinten geschlossen. Die Schenkel sind gegen die Spitze keulig verdickt. Die Tarsen erscheinen viergliedrig, da das vorletzte Tarsenglied am Grunde des Klauenglieds schlecht sichtbar ist.

## Biologie
Die Larve der thermophilen Art entwickelt sich in verschiedenen gelbblütigen Sträuchern aus der Familie der Schmetterlingsblütler, beispielsweise Geißklee und Besenginster. In Spanien findet man die adulten Tiere zwischen Februar und Juli. In Mitteleuropa ist die Art im Mai und Juni auf Blüten oder an den Brutpflanzen zu finden.
Die Männchen sterben bereits wenige Tage nach ihrem Erscheinen. Die Weibchen legen die Eier in kranke oder erst kürzlich abgestorbene Äste ab. Das erste Larvenstadium schlüpft nach knapp zwei Wochen. Die Larven leben unter der Rinde und dringen zur Verpuppung ins Zentrum der Astachse vor. Sie schlüpfen stets durch das abgestorbene Astende.

## Verbreitung
Das Vorkommen der Art ist auf Europa beschränkt. Das Zentrum des Verbreitungsgebietes liegt in Südeuropa und dem südöstlichen Mitteleuropa, nach Osten dehnt es sich bis Zentralrussland und Südrussland aus.